# 拉里斯溪
拉里斯溪（英語：Larrys Creek）位於美国宾夕法尼亚州來可明縣，全長22.86英哩（36.91公里），是西萨斯奎哈纳河的支流。